# Distretto di Sumbilca
Il distretto di Sumbilca è un distretto del Perù appartenente alla provincia di Huaral, nella regione di Lima. È ubicato a nord della capitale peruviana.
Si estende per 259,38 km², a 3325 metri sul livello del mare.
La capitale è Sumbilca.